# Brachygonia ophelia
Brachygonia ophelia – gatunek ważki z rodziny ważkowatych (Libellulidae).  Występuje w Malezji Zachodniej i na Borneo.